# Puikonjärvi
Puikonjärvi är en sjö i kommunen Kemijärvi i landskapet Lappland i Finland. Sjön ligger 151,6 meter över havet. Den är 5,5 meter djup. Arean är 54 hektar och strandlinjen är 3,14 kilometer lång. Sjön  ingår i Kemi älvs huvudavrinningsområde.   Den ligger omkring 85 kilometer öster om Rovaniemi och omkring 740 kilometer norr om Helsingfors. 